# マルガレーテ・シュタイフ

ロゴ

マルガレーテ・シュタイフ（Margarete Steiff GmbH）は、ドイツの人形メーカーの創業者（1847年7月24日 - 1909年5月9日）およびその名を冠した会社。
主力製品はテディベアで、職人による手作りで作られるため完全に同一のものは存在しない。製品にはボタンとタグが埋め込まれているのが特徴、アンティーク市場ではボタンおよびタグの有無で価値が変わる。

## 創業者マルガレーテ・シュタイフ

### 手足の障害を乗り越えて
1847年7月24日、シュタイフ家の三女として現在の（バーデン＝ヴュルテンベルク州ギンゲン・アン・デア・ブレンツ）に生まれる。1歳半の時に小児麻痺となり、手足に障害が残る。しかし努力とリハビリにより2人の姉の洋裁の仕事を手伝うようになり、ミシンによる機械化の恩恵もあり、障害のある手先でも洋裁の仕事が出来るようになる。25歳で独立、障害を乗り越えて腕のいい服職人となった彼女に注目したドイツのフェルトメーカー、ハンス・ヘーレン社がフェルトによるペチコートの制作を依頼、ドレスや子供服、日用雑貨などの通信販売を始め、30歳で服飾工房「フェルト・メール・オーダー・カンパニー」を立ち上げ、女性経営者となる。

### ぬいぐるみ工房
1880年、マルガレーテは姪や甥へのクリスマスプレゼントのためにフェルトで小さな象のぬいぐるみ（世界最初のぬいぐるみとされる。大人たちへのプレゼントも作り、そちらの用途は針刺し）を作る。それが町で評判となり、やがて1885年にはヨーロッパで5000体以上の注文を抱える事業となり、ぬいぐるみ製造販売会社「フェルト・トイ・カンパニー」を新たに創業。

### テディベア誕生

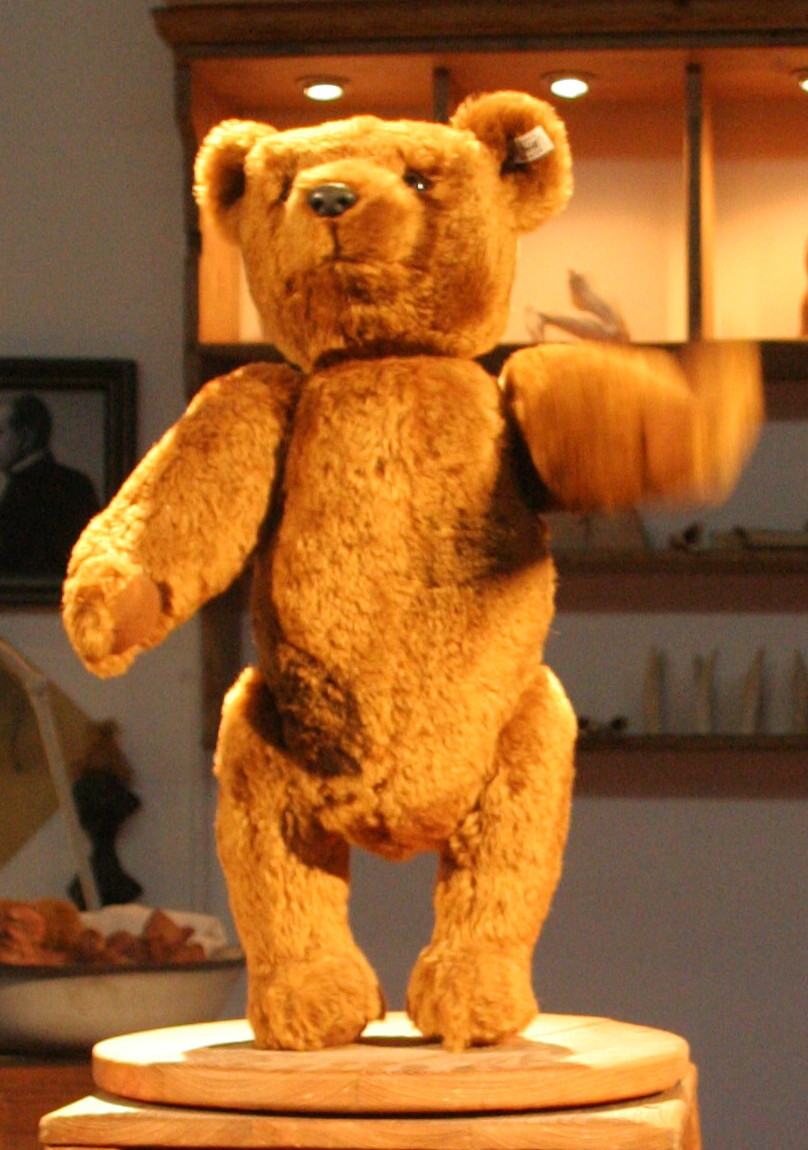
シュタイフ美術館の
55 PBのレプリカ

甥リヒャルト・シュタイフと手足をジョイント式にして自由に動かせる熊のぬいぐるみを制作、ライプツィヒの国際見本市に出品するが反応は悪く、売り込みは失敗する。しかしアメリカ人バイヤーの目に止まり3000体の注文を獲得、その後改良を重ね、表情を現在のものに統一、さらに手触りのよいモヘヤとすることで大ヒット。時の大統領、セオドア・ルーズベルトの愛称にちなんで「テディベア」と呼ばれるようになる。
1904年、セントルイス万国博覧会でグランプリ受賞。

### 晩年
1906年、社名を現在の「マルガレーテ・シュタイフ」に変更。1909年5月9日、肺炎により61歳で死去。

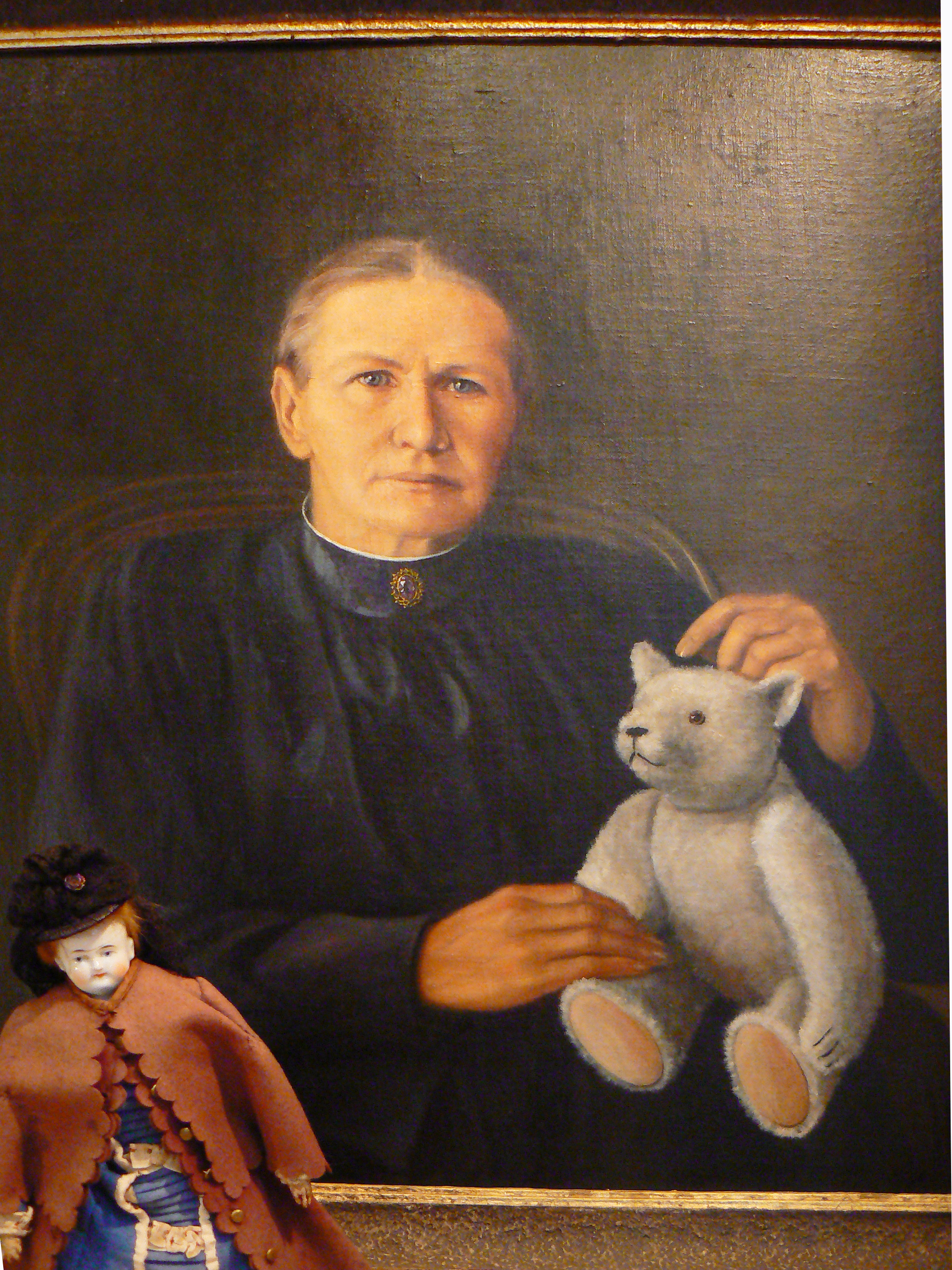
マルガレーテ・シュタイフとテディの肖像画

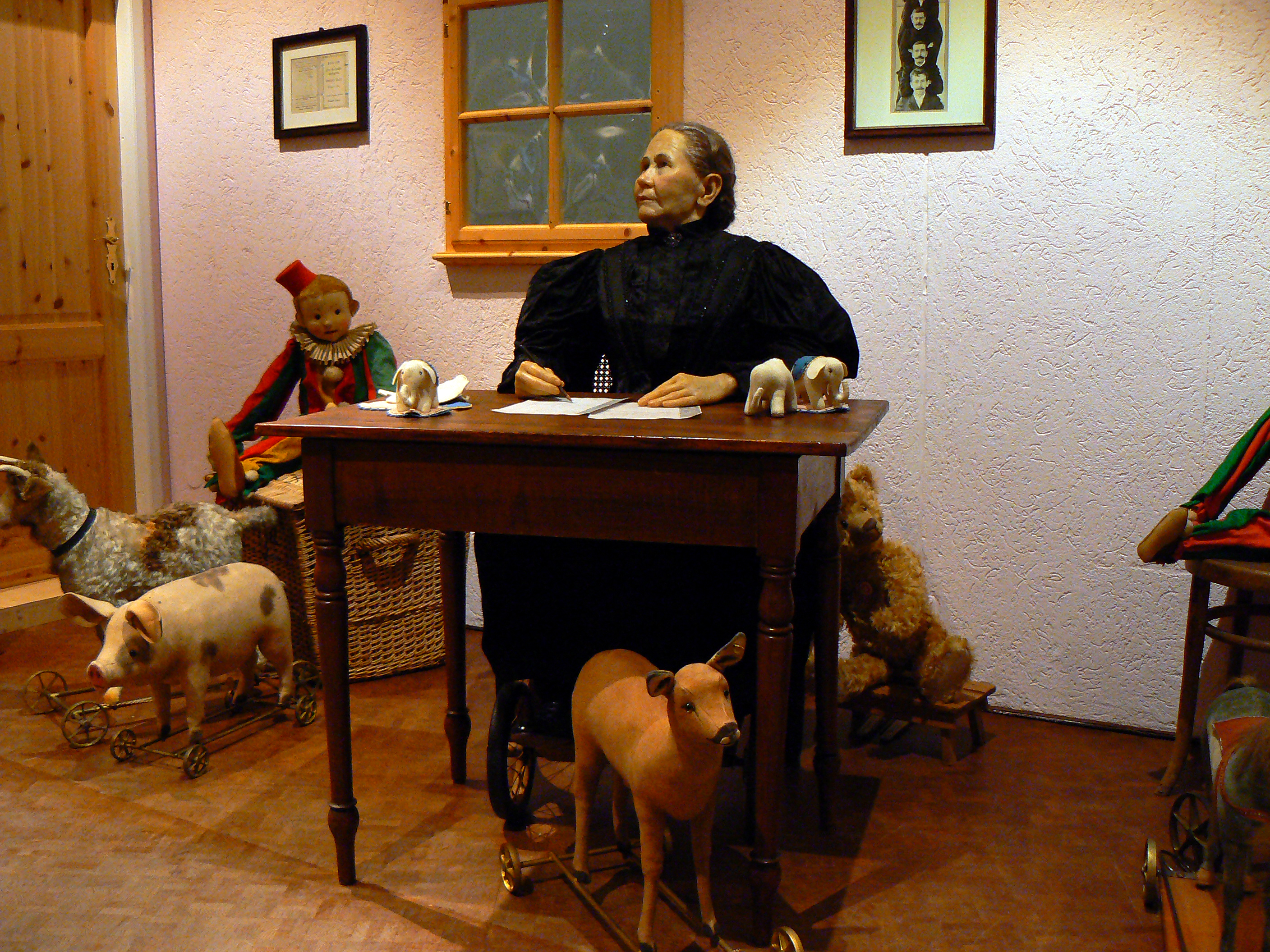
マルガレーテ・シュタイフの彫刻

## 会社沿革
- 1877年 - 創業者のマルガレーテとその姉2人でフエルト製品販売会社「フェルト・メール・オーダー・カンパニー」を設立。
- 1880年 - マルガレーテが身内へのプレゼントとして贈ったゾウのぬいぐるみとゾウの針刺しが評判を呼び、試しに販売したところヒット商品となる。会社マルガレーテ・シュタイフ設立。
- 1902年 - 甥リヒャルト・シュタイフのスケッチをもとにモヘアを使用して熊の人形（ベア）を制作。これは胴と手足が糸製の『ジョイント』と呼ばれる構造で接続され、手足が稼働する。
- 1903年 - ベア発売。ドイツでの売れ行きはぱっとしなかったが、アメリカで発売された一体がルーズベルト大統領に贈られたことからアメリカで大ブームを巻き起こす。この年から1908年にかけて3回にわたり工場拡張。
- 1904年 - 粗悪な模倣品が出回ったことから、甥のフランツが左耳にボタンとタグを取り付け模倣品と差別化することを発案。これがのちに「ボタン・イン・イヤー」と呼ばれる商標となる。同時期、糸ジョイントに加え金属ジョイントのベアも制作される。
- 1905年 - 現在発売されているベアの同じジョイント方式であるディスクジョイントを開発。
- 1951年 - 新デザインのベア『ゾッディ』発売
- 1954年 - 『ジャッキー』発売

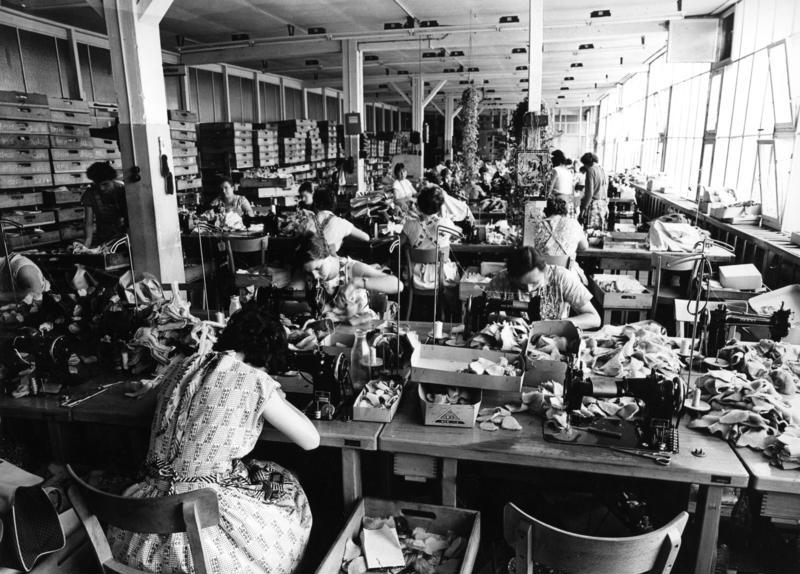
シュタイフ　(会社)の工場(1960年)

- 1980年 - 創業100年を記念して、過去に人気のあったベアの復刻版（限定品）を発売。
- 1984年 - 丸洗い可能なベアを開発。
- 1992年 - ファンクラブ『シュタイフクラブ』設立。
- 2004年 - エコテックス取得。ぬいぐるみ分野では世界初。
- 2012年 - テディベア 生誕110周年を記念したイベントを六本木ヒルズ森タワーにて開催。

## ギャラリー

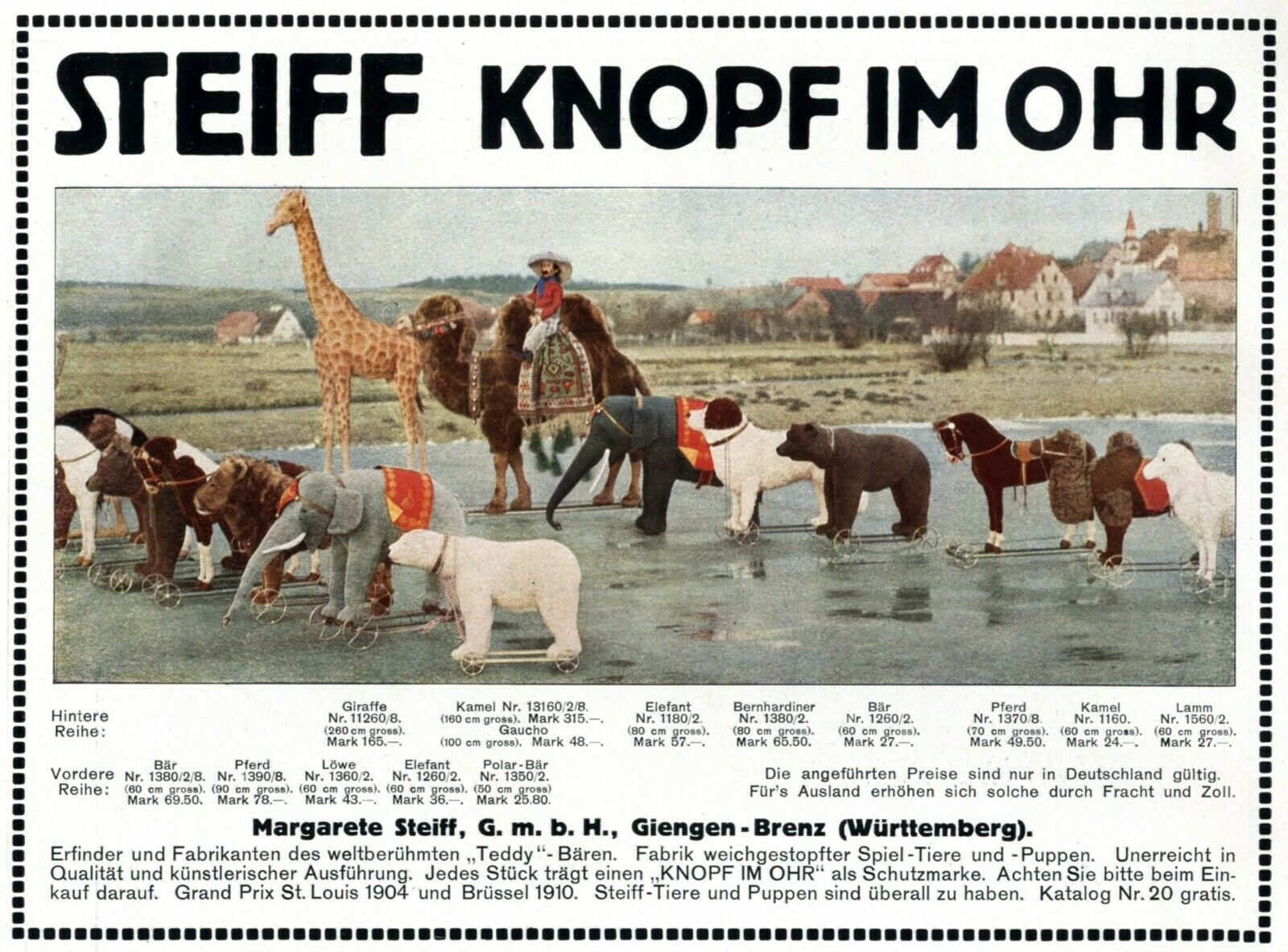
広告「Zirkustiere(サーカスの動物)」(1913年)
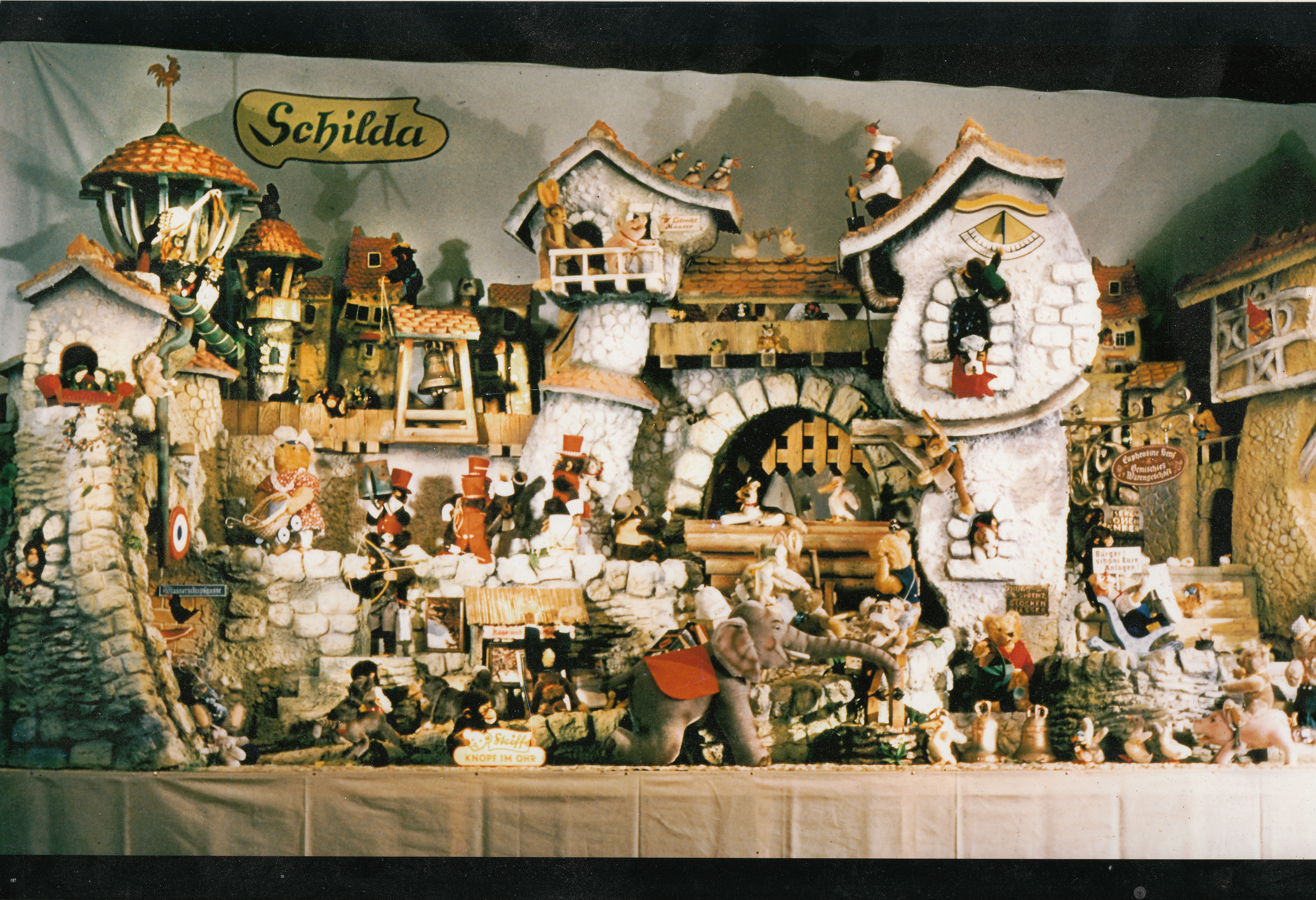
ヘルムート・ブライグ（ドイツ語版）のディスプレイ(1955年)
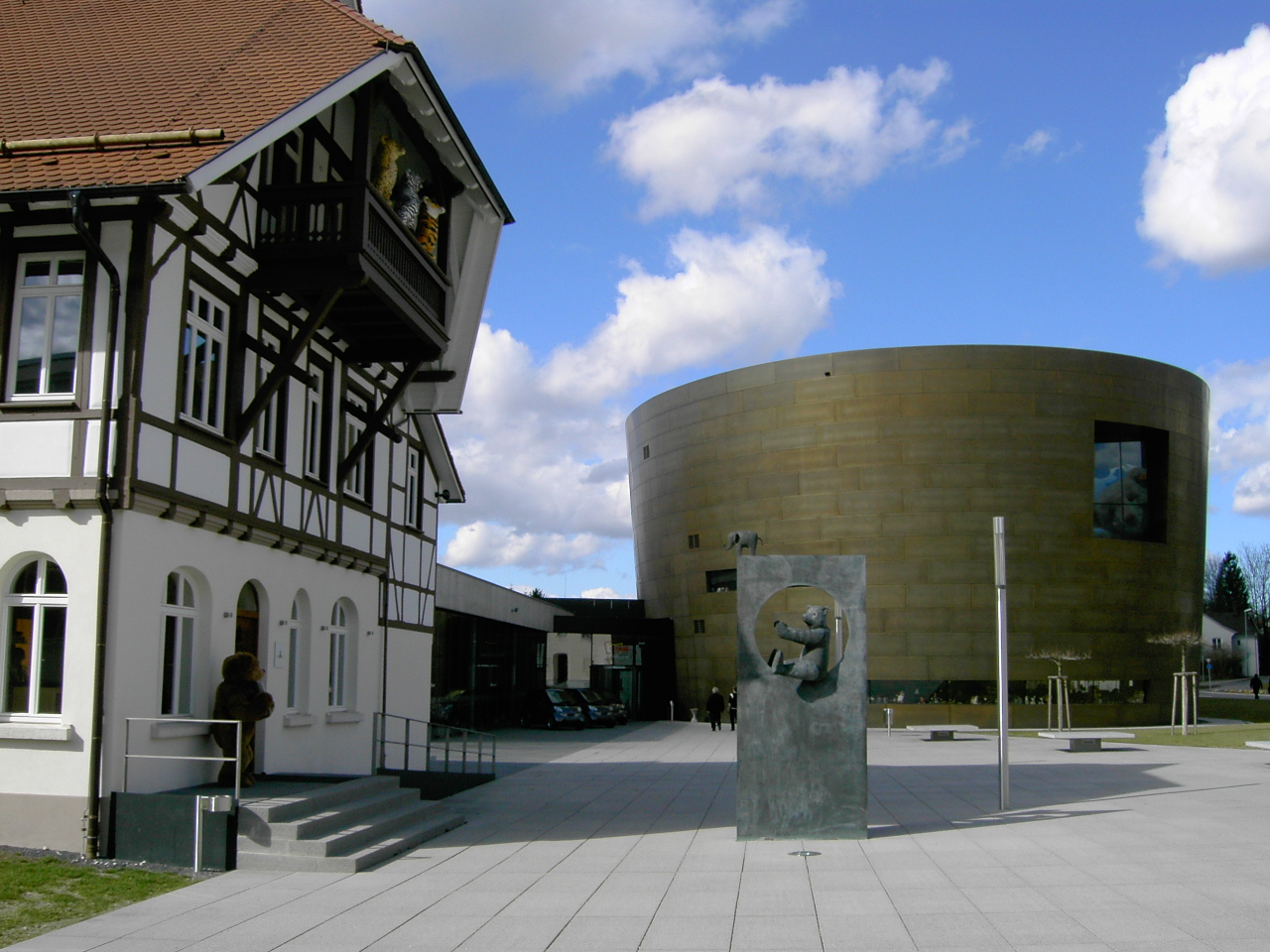
シュタイフ美術館
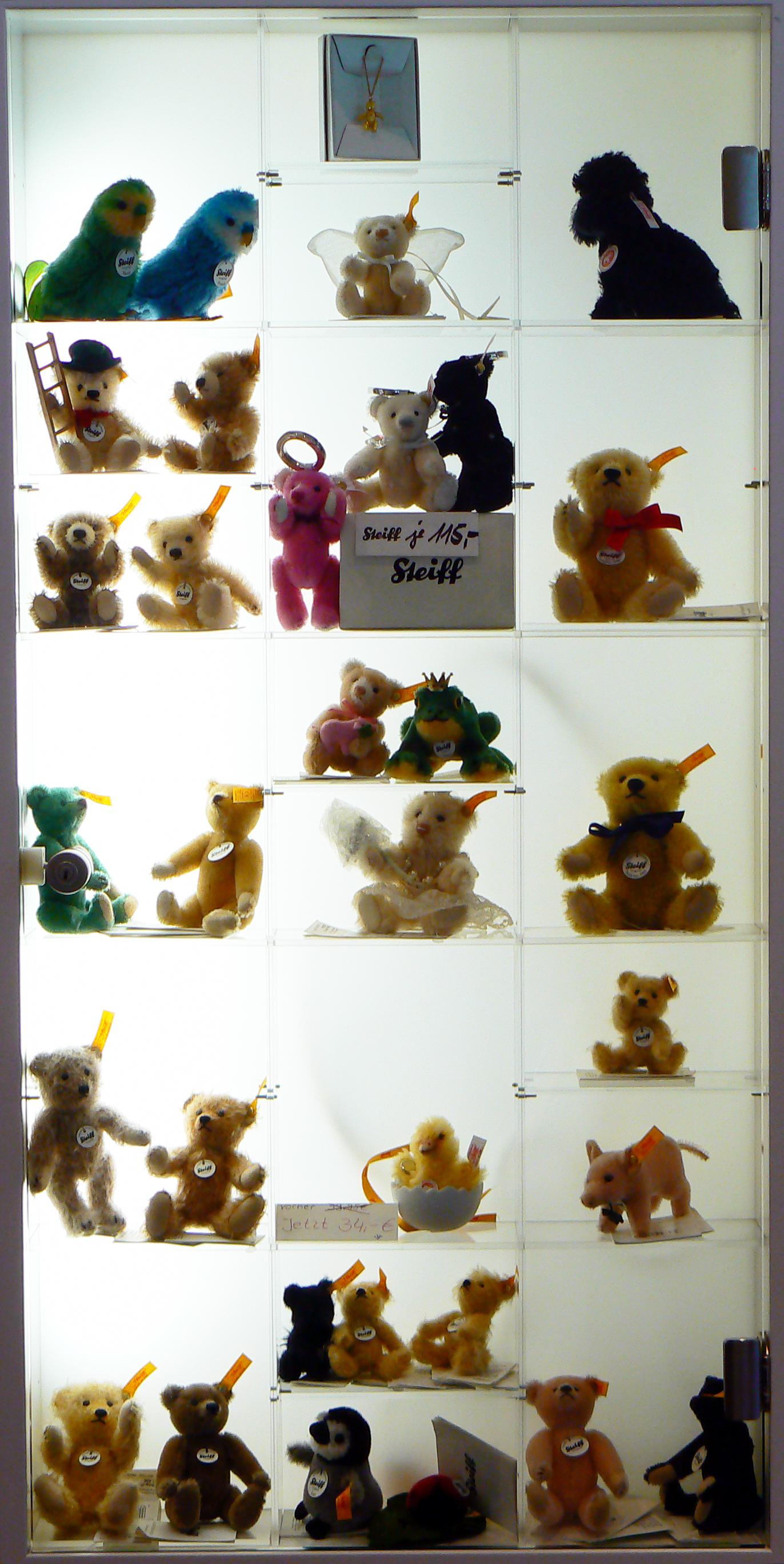
ショーケース
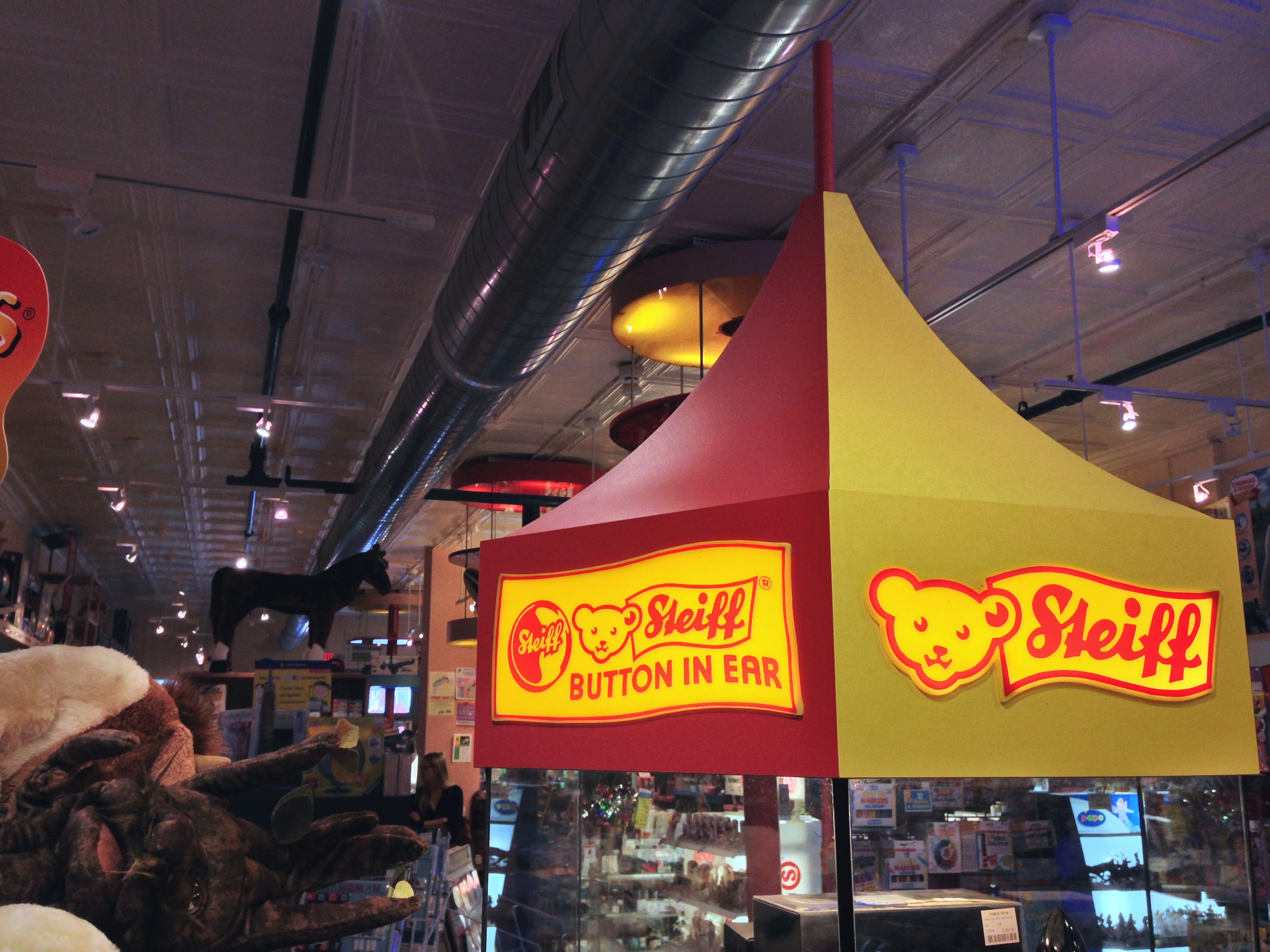
ショップ
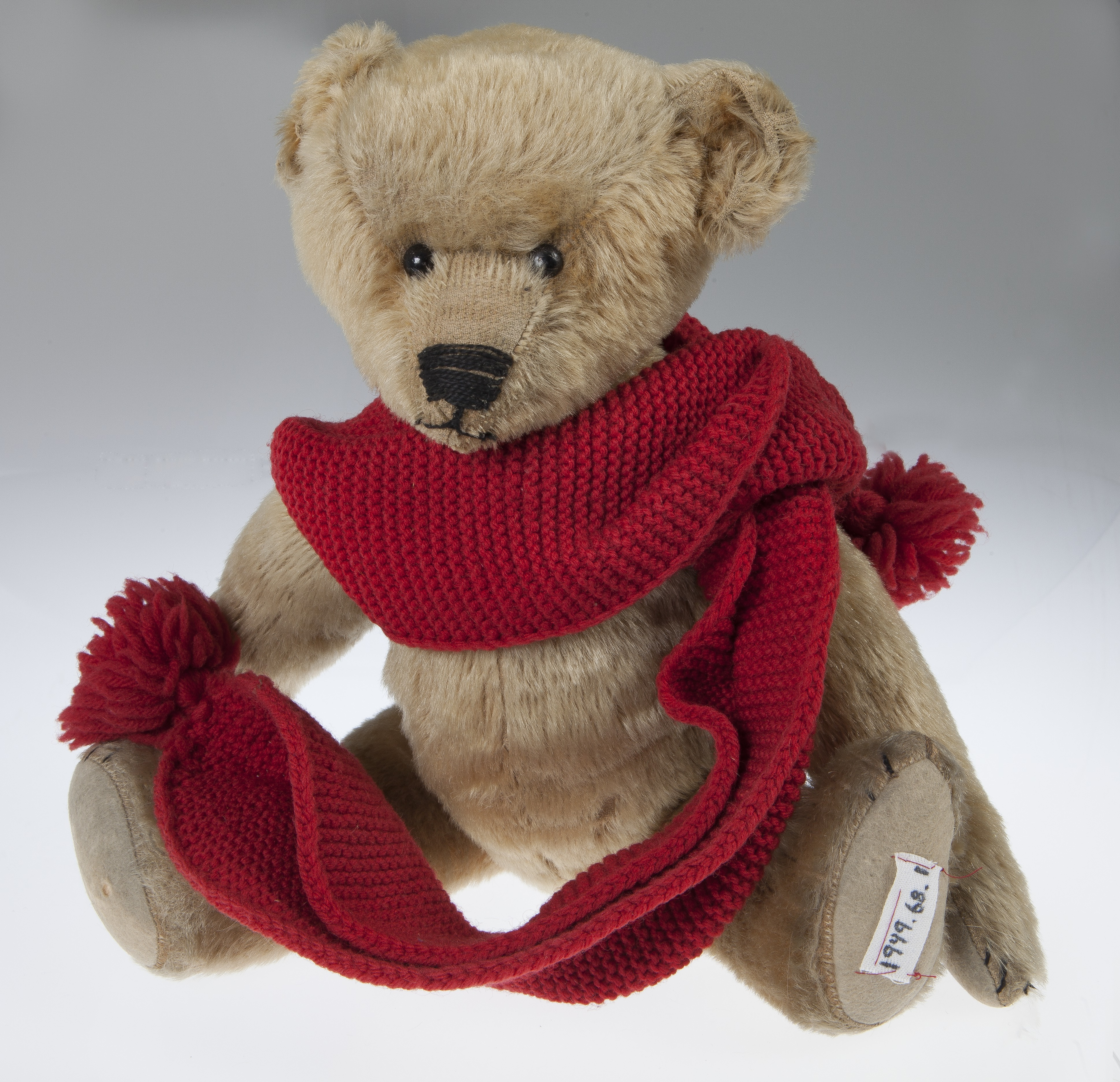
1904年～1905年のテディベア
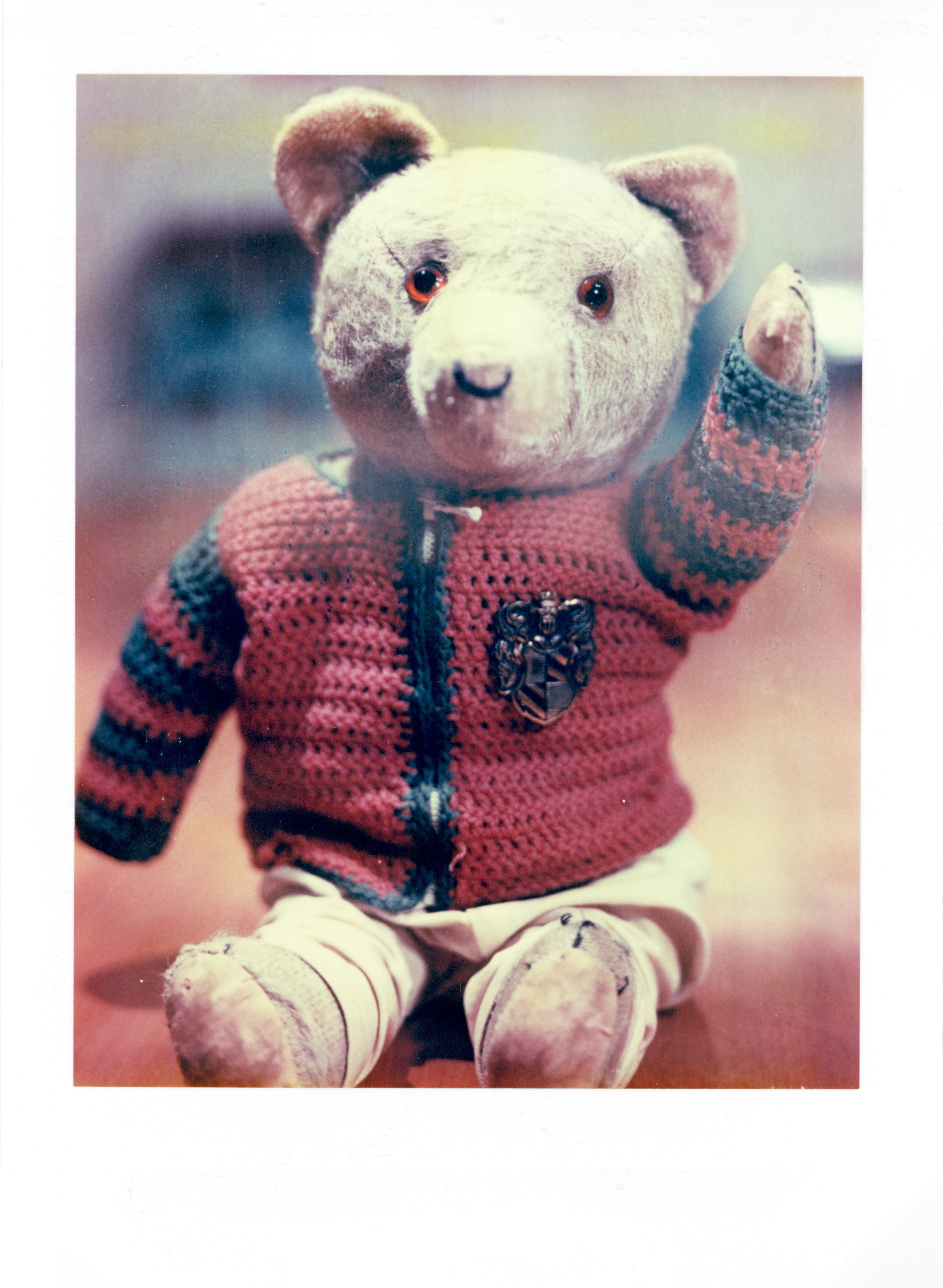
60年代のシュタイフベア
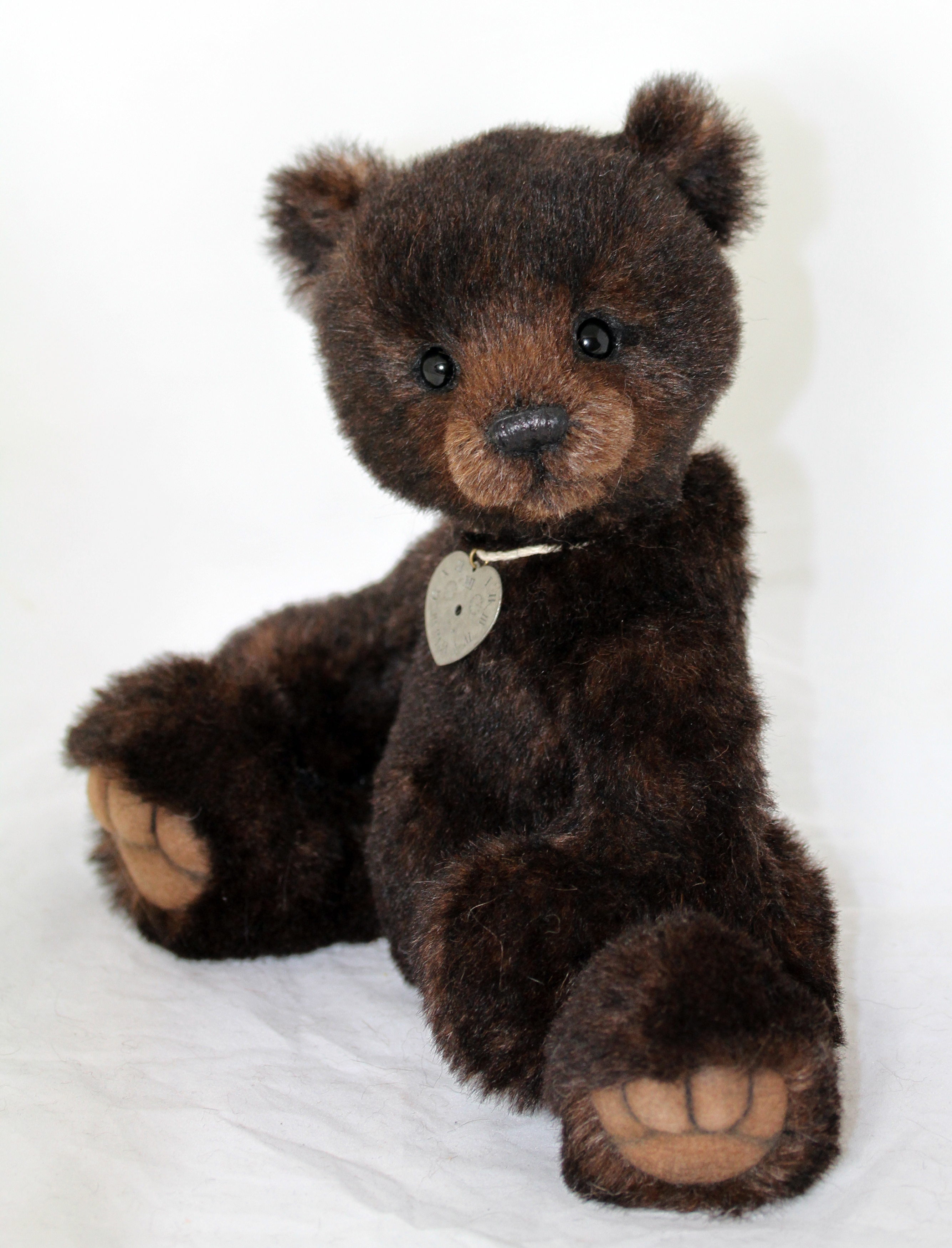
「Petey」
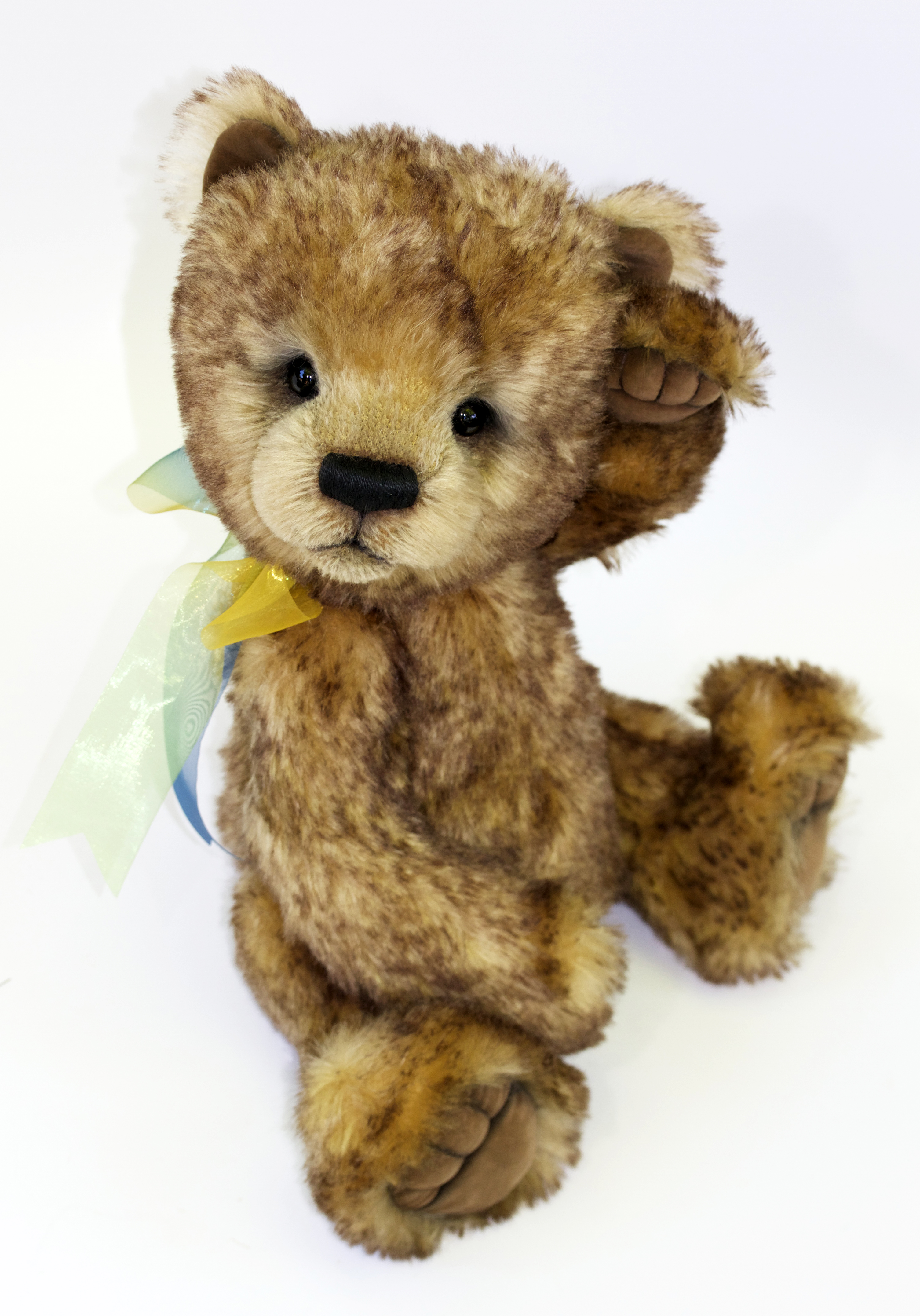
「Radagast」

## タグの種類
- 黄タグ+赤文字: 通常商品
- 白タグ+赤文字: 地域限定、数量限定、年度限定、など生産数に制限のある限定品
- 白タグ+黒文字: 1900年代初頭のシュタイフ製品を復刻したレプリカ
- 黒字にシルバー文字の特別なタグ: シュタイフクラブ限定「Margarete Steiff Editions」[13]

## 関連作品
- Margarete Steiff: マルガレーテの一代記を描いたTVドラマ (のちDVD化)
  - 邦題「テディ・ベア誕生物語 - 全ての困難を乗り越えて」(国内DVD)

## 関連書籍
- 『マルガレーテ・シュタイフ テディベア 神さまからの贈り物』ウルリケ・ハルベ・バウアー著、田口信子訳、東京新聞出版局、2010年11月 ISBN 978-4808309398
- 『マルガレーテ・シュタイフ物語』 (ポプラ社ノンフィクション) 磯みゆき著、ポプラ社、2011年6月 ISBN 978-4591124383
- 『マルガレーテ・シュタイフ』 (小学館版学習まんが人物館) 佐藤豊彦監修、かなき詩織画、 小学館、2015年8月 ISBN 978-4092700291

## 参考資料
- 『マルガレーテ・シュタイフ物語』（磯みゆき著、ポプラ社、2011年6月）ISBN 978-4591124383